# WASP-20
WASP-20は、地球から見てくじら座の方向に約680光年離れた先にあるF型主系列星である。

## 特徴
| 太陽 | WASP-20   |
| ---- | --------- |
| 太陽 | Exoplanet |

WASP-20は、太陽の1.202倍の質量と1.392倍の半径を持つ恒星である。表面温度は5,950Kで、太陽の5,778Kよりわずかに高温である。年齢は約70億年で、太陽よりやや年老いているとされている。2016年、WASP-20から0.2578秒角（約60au）離れた位置に、表面温度5,060Kの伴星が発見され、「WASP-20B」と名付けられた。

## 惑星
2014年にスーパーWASPによるトランジット法の観測で、WASP-20Aの周りを公転している太陽系外惑星WASP-20bが発見された。
| 名称 （恒星に近い順） | 質量           | 軌道長半径 （天文単位） | 公転周期 (日)       | 軌道離心率 | 軌道傾斜角  | 半径           |
| --------------------- | -------------- | ----------------------- | ------------------- | ---------- | ----------- | -------------- |
| b                     | 0.313±0.018 MJ | 0.06003±0.00067         | 4.8996285±0.0000034 | <0.11      | 85.57±0.22° | 1.458±0.057 RJ |